# The Four Seasons
The Four Seasons – amerykańska grupa popowa i rock and rollowa, jedna z najpopularniejszych w połowie lat sześćdziesiątych. Organizacja Vocal Group Hall of Fame stwierdziła, że grupa była najpopularniejszym zespołem rockowym przed sukcesem The Beatles. W roku 1990 The Four Seasons zostało wprowadzone do Rock and Roll Hall of Fame. Łącznie sprzedano ponad 100 milionów albumów na całym świecie.

## Muzycy
- Frankie Valli – śpiew (falset)
- Bob Gaudio – kompozycja, aranżacja
- Joe Long – gitara basowa, śpiew
- Tommy DeVito – gitara, śpiew
- Nick Massi – śpiew (bas)

## Dyskografia
- 1962:
  - Sherry & 11 Others,
  - Four Seasons’ Greetings;
- 1963:
  - Big Girls Don’t Cry and Twelve Others,
  - Ain’t That a Shame and 11 Others,
  - Folk Nanny;
- 1964:
  - Born to Wander,
  - Dawn (Go Away) and 11 Other Great Songs,
  - Rag Doll,
  - The Beatles Vs. The Four Seasons,
  - Girls, Girls, Girls – We Love Girls;
- 1965:
  - The 4 Seasons Entertain You;
- 1966:
  - Live on Stage,
  - Working My Way Back to You,
  - Lookin’ Back,
  - The 4 Seasons’ Christmas Album;
- 1968:
  - Edizione D’oro;
- 1969:
  - The Genuine Imitation Life Gazette,
  - Peanuts;
- 1970:
  - Half and Half;
- 1972:
  - Chameleon;
- 1975:
  - Fallen Angel;
- 1976:
  - Helicon;
- 1981:
  - Reunited – Live with Frankie Valli;
- 1985:
  - Streetfighter;
- 1990:
  - Live, Vol. 1,
  - Live, Vol. 2;
- 1992:
  - Hope & Glory;
- 1993:
  - The Four Seasons Dance Album,
  - Dance Album;
- 1994:
  - Sherry/Big Girls Don’t Cry,
  - Sing for You;
- 1995:
  - Oh What a Night,
  - Who Loves You;
- 1996:
  - Four Season with Frankie Valli.